# Медиатека Маколей
Медиатека Маколей — крупнейшее в мире собрание видео- и аудиоматериалов о поведении животных, расположенное в лаборатории орнитологии Корнеллского университета, США. Входит в состав Национальной научной электронной библиотеки США. Была основана в 1951 году, первоначально называлась «Библиотекой звуков природы»; особенно бурный рост коллекции наблюдался в период с 1970 по 1997 год.
Медиатека содержит более 170 тысяч записей звуков различных птиц, а также обширную и постоянно пополняемую коллекцию записей звуков млекопитающих, рыб, земноводных и насекомых, и коллекцию из 60 тысяч видеозаписей более чем 3500 видов птиц (порядка ¾ известных видов). Каталог медиатеки и записи бесплатно доступны на официальном сайте проекта. Коллектив медиатеки насчитывает около 25 сотрудников.